# 秀麗燈鱂
秀麗燈鱂，為輻鰭魚綱鯉齒目鯉齒亞目花鳉科的其中一種，分布於非洲烏干達、坦尚尼亞的淡水流域，體長可達3.3公分，生活習性不明，可作為觀賞魚。

## 擴展閱讀
維基物種上的相關：秀麗燈鱂